# Arrondissement Céret
Arrondissement Céret (fr. Arrondissement de Céret) je správní územní jednotka ležící v departementu Pyrénées-Orientales a regionu Languedoc-Roussillon ve Francii. Člení se dále na 5 kantonů a 40 obcí.

## Kantony
- Argelès-sur-Mer
- Arles-sur-Tech
- Céret
- Côte Vermeille
- Prats-de-Mollo-la-Preste